# 591763 Orishut'
591763 Orishut' este o planetă minoră (asteroid) din centura de asteroizi. A fost descoperită pe 27 februarie 2014 la  de Leonid Elenin⁠(d). 
Obiectul prezintă o orbită caracterizată de o semiaxă mare de 2,6930762371852 UAi, o excentricitate de 0,1557735193628, o înclinație de 12,134171342756 ° în raport cu ecliptica.